# Brachycarpus
Brachycarpus is een geslacht van kreeftachtigen uit de klasse van de Malacostraca (hogere kreeftachtigen).

## Soorten
- Brachycarpus biunguiculatus (Lucas, 1846)
- Brachycarpus crosnieri Bruce, 1998
- Brachycarpus holthuisi Fausto Filho, 1966